# Pierre-Isaac Poissonnier
Pierre-Isaac Poissonnier, född 5 juli 1720 i Dijon, Frankrike, död 15 september 1798 i Paris, var en fransk läkare och professor vid Collège de France. Han invaldes 1759 som utländsk ledamot av svenska Vetenskapsakademien och var även ledamot av Franska vetenskapsakademin. 1769 utsågs han till inspektör över franska marinens sjukhus och hade som medinspektör sin bror Antoine Poissonnier-Desperrières.